# Dekanat czerski (archidiecezja warszawska)
Dekanat czerski – jeden z 25 dekanatów rzymskokatolickich archidiecezji warszawskiej wchodzącej w skład metropolii warszawskiej. Dziekanem dekanatu jest ks. prałat Włodzimierz Czerwiński, proboszcz parafii św. Stanisława BM w Sobikowie. W skład dekanatu wchodzi 7 parafii:
- Świętej Trójcy w Chynowie
- Przemienienia Pańskiego w Czersku
- Niepokalanego Poczęcia NMP w Górze Kalwarii
- św. Jana Chrzciciela w Kędzierówce
- Narodzenia NMP w Pieczyskach
- Narodzenia NMP w Rososzy
- św. Stanisława Biskupa i Męczennika w Sobikowie